# حبكا (إربد)
حبكا او حبكا العمري من قرى محافظة اربد الأردنية. تلة صغيرة في شمال الأردن تبعد نحو 75 كلم إلى الشمال من العاصمة الأردنية عمان، ونحو 8 كيلومترات إلى الجنوب من مدينة اربد وإلى الجنوب منها تقع غابة الصنوبر التي تمتد إلى عجلون. وهي مرتفعة فمن فوق مرتفعات حبكا من الجهة الشرقية تستطيع ان ترى مدينة اربد بالكامل وبعض القرى الشمالية وكذلك بحيرة طبريا والجولان وجبل الشيخ، قرية عشائر المسادين - العمري  

ويوجد بها سبعة مساجد موزعة على جهاتها الأربع ففي وسط البلد يوجد ثلاثة مساجد المسجد القديم والمسجد الشمالي القديم ومسجد الاستقامة وفي الجهة الشمالية يوجد المسجد الشمالي الجديد مسجد الفاروق وفي الجهة الجنوبية يوجد المسجد الجنوبي وفي الجهة الغربية مسجد حديث البناء وفي الجهة الشرقية مسجد على مدخل طريق عجلون.
البلدة لها مدخلان رئيسيان مدخل جنوبي شرقي من طرق عجلون إلى وسط البلد ومدخل شمالي من بلدة حوفا المزار إلى وسط البلد وبها مركز صحي ومدرستين للذكور أساسية وللإناث ثانوية شاملة وبها جمعية خيرية ومركز لتحفيظ القران وحديقة جميلة وغابات حرجية.